# Job-Diagnostic-Survey

Modell zur Arbeitsmotivation nach Hackman und Oldham

Der Job Diagnostic Survey (JDS) ist ein psychologisches Verfahren zur Arbeitsplatzanalyse, das auf der Job-Characteristic-Theorie (häufig auch job characteristics model) von Hackman und Oldham basiert. Mit ihm soll im Wesentlichen das Motivationspotenzial, welches sich primär aus der Arbeitsaufgabe sowie den weiteren Eigenschaften eines Arbeitssystems ergibt, ermittelt und als Punktwert angegeben werden. Dabei wird davon ausgegangen, dass Motivation aus der Arbeitsaufgabe entsteht und persönliche Eigenschaften sowie Kollegen und Vorgesetzte auf das Motivationspotenzial als Moderatoren wirken.

## Darstellung des JDS
Der JDS ist
1. ein Diagnoseinstrument, das es erlaubt Problemfelder in der Arbeitsgestaltung, dem Miteinander und dem Motivationspotential aufzuspüren,
2. wodurch gezielt Verbesserungen eingeleitet werden können und mit dem
3. eine Evaluation und Erfolgskontrolle der Maßnahmen zur Arbeitsstrukturierung durchgeführt werden kann[3].

Im Einzelnen sollen folgende Fragen beantwortet werden:
1. Gibt es beobachtbare Probleme mit Personal und Arbeitsergebnissen?
2. Kann die Arbeitsorganisation für die beobachteten Probleme verantwortlich sein?
3. Welche Aspekte der Arbeitsorganisation benötigen die deutlichsten Veränderungen?
4. Wie bereit sind die Mitarbeiter, bei einer Arbeitsstrukturierung mitzuwirken?

### Grundlagen
Notwendige Voraussetzungen für die erfolgreiche Arbeitsstrukturierung sind theoretische Vorstellungen darüber, welche motivational wirksamen Prozesse durch bestimmte Merkmale der Arbeitssituation angeregt werden und über welche Mechanismen vermittelt, diese Prozesse dann im Erleben und Verhalten der Arbeitsperson Niederschlag finden. Die Frage nach den möglichen Wirkungen von Merkmalen der Arbeitssituation und der Arbeitsaufgabe auf das Erleben und Verhalten von Mitarbeitern in Arbeitsorganisationen ist ein zentrales Thema der Arbeits- und Organisationspsychologie. Das von Hackman und Oldham entwickelte „Job Characteristics Model“ liefert einen Ordnungsrahmen für motivationspsychologisch begründete Arbeitsgestaltung. Ursprünglich war der JDS dazu gedacht, das „Job Characteristics Model“ einer empirischen Gültigkeitsprüfung zu unterziehen. Darüber hinaus kann der JDS zur Diagnose des motivationalen Anregungsgehaltes einer Arbeitssituation genutzt werden sowie – darauf aufbauend – den Erfolg von Arbeitsstrukturierung bewerten.

### Das Job-Characteristics-Modell
Ausgangspunkt ist der Begriff der „intrinsischen Arbeitsmotivation“. Dahinter verbirgt sich die Vorstellung, dass Personen ihre Arbeit nicht durch Zwänge oder andere äußere (extrinsische) Anreize veranlasst tun, sondern aufgrund von Anreizen, die durch die Ausführung der Arbeitstätigkeit selbst vermittelt werden. Hackman und Oldham knüpfen eine intrinsische Arbeitsmotivation an drei wesentliche Bedingungen:
Erstens muss die Arbeitsperson ein Wissen um die Ergebnisse ihrer Arbeit haben, um ein erzieltes Arbeitsergebnis nach Maßgabe eigener oder fremder Standards beurteilen zu können.
Zweitens muss die Person sich als selbstverantwortlich für die Ergebnisse der Arbeit erleben,
und schließlich muss sie die Arbeit als bedeutsam und wertvoll einschätzen.
Diese Erlebniszustände werden dem Modell zufolge durch die folgenden fünf Attribute (Kerndimensionen) beeinflusst:
1. Anforderungsvielfalt („Skill variety“)
2. Ganzheitlichkeit der Aufgabe (Aufgabenidentität – „Task identity“)
3. Wichtigkeit der Aufgabe („Task significance“)
4. Autonomie („Autonomy“)
5. Rückmeldung („Feedback from the job“).

Diese wiederum wirken auf die abhängigen Modellvariablen intrinsische Arbeitsmotivation („internal work motivation“), Zufriedenheit mit Entfaltungsmöglichkeiten („growth satisfaction“), Allgemeine Arbeitszufriedenheit („general job satisfaction“) und Arbeitsleistung von hoher Qualität („work effectiviness“).
Zusätzlich werden durch die Aufnahme von Moderationsvariablen die Unterschiede in der subjektiven Perzeption der Merkmale der Arbeitssituation durch verschiedene Personen berücksichtigt: Dem Entfaltungsbedürfnis, der Kontextzufriedenheit und dem Fähigkeitsniveau des Individuums.

### Der JDS-Bogen
Technisch ist der JDS ein Fragebogen, der in gut 45 Minuten ausgefüllt und über eine Tabellenkalkulation leicht ausgewertet werden kann. Die Informationen werden alle aus der Perspektive der jeweiligen Arbeitsperson erhoben und spiegeln die Arbeitssituation und -tätigkeit ausschließlich aus der Sicht der Stelleninhaber wider. Der Vorteil dieser „subjektiven“ Arbeitsanalyse wird darin gesehen, dass letztlich nicht objektiv vorfindbare Bedingungen einer Arbeitssituation erlebens- und verhaltenswirksam sind, sondern vielmehr die handelnde Auseinandersetzung mit der Situation die individuelle Realität ausmacht.
Das Ergebnis ist ein Punktwert, der die Höhe des Motivationspotenzials (MPS) beschreibt. Der Fragebogen enthält, neben den offenen Fragen nach „Abteilung“ und „Status“, 81 skalierte Items, von denen sich 60 auf Variablen des Job-Characteristics-Model (Bild) beziehen. Im Einzelnen sind das:
1. Kernmerkmale (Kerndimensionen) des Arbeitsplatzes („Job Characteristics“)
- Anforderungswechsel („Skill variety“) (AW – 3 Items)
- Aufgabenidentität („Task identity“) (AI – 3 Items)
- Aufgabenbedeutung („Task significance“) (AB – 3 Items)
- Autonomie („Autonomy“) (AU – 3 Items)
- Sachliche Rückmeldung („Feedback from the job itself“) (SR – 3 Items)
- Persönliche Rückmeldung („Feedback from agents“) (PR – 3 Items)
- Zusammenarbeit mit Kollegen („Dealing with others“) (ZK – 3 Items)

2. Entscheidende psychische Stadien („Experienced Psychological States“)
- Erfahrene Sinnhaftigkeit der Arbeit („Experienced meaningfulness of the work“) (ESA – 4 Items)
- Erfahrene Verantwortlichkeit für die Arbeit („Experienced responsibility for the work“) (EVA – 6 Items)
- Kenntnis der Ergebnisse der Arbeitsaktivitäten („Knowledge of the results“) (KEA – 4 Items)

3. Kriteriumsvariablen („Affective Outcomes“)
- Allgemeine Arbeitszufriedenheit (General satisfaction) (AAZ – 5 Items)
- Intrinsische Arbeitsmotivation (Internal work motivation) (IAM – 6 Items)
- Zufriedenheit mit persönlichen Entfaltungsmöglichkeiten (Growth satisfaction) (ZPE – 4 Items)

4. Moderationsvariablen
- Zufriedenheit („Context satisfactions“) mit
  - Arbeitsplatzsicherheit („Satisfaction with job security“) (ZAS – 2 Items)
  - Arbeitsvergütung („Satisfaction with compensation - pay“) (ZAV – 2 Items) – auch als „Entlohnung“ und „Bezahlung“ übersetzt
  - Sozialem Klima („Satisfaction with co-workers“) (ZSK – 3 Items)
  - Vorgesetzten („Satisfaction with supervision“) (ZV – 3 Items)

5. Bedürfnisse nach persönlicher Entfaltung („Individual Growth needs strength“) (BPE)
In diesem Bereich werden zunächst Vorlieben für bestimmte Arbeitssituationen abgefragt (11 Fragen). Weiterhin werden Arbeitssituationen mit den im Modell relevanten Charakteristika im Paarvergleich gegenübergestellt und sind zu bewerten. Dies dient zudem der Feststellung der Arbeitsorientierung. Durch wechselnde Skalierungen und Fragerichtungen wird überdies die Konsistenz des Antwortverhaltens mit geprüft.
Der JDS ist rein arbeitsplatzbezogen. Er eignet sich damit nicht zur Eignungsdiagnostik.
Aus den Items der Kerndimensionen wird als zentrales Ergebnis das Motivationspotenzial (MPS) errechnet mit:
{\displaystyle MPS={\frac {AW+AI+AB}{3}}\cdot AU\cdot SR}.
Weitere Items dienen der Ermittlung zusätzlicher Einzelaussagen.

## Kritik
Der JDS ist ein vergleichsweise gut ausgearbeitetes Instrument und gut getestet. Veränderungen, welche die Autoren im Laufe der Zeit einführten, sind teilweise schwierig nachzuvollziehen. Angesichts unterschiedlicher, teils eigenwilliger Übertragungen ins Deutsche, wobei teilweise auch die Fragenformate geändert wurden, ist es schwierig Ergebnisse für die Forschung zu vergleichen.
Ein Problem ist die Interpretation der Ergebnisse. Die Punktwerte sind vergleichbar und eignen sich – bezogen auf Veränderungen an einzelnen Arbeitsplätzen – zu Längsschnitten. Die Frage, welcher MPS denn als ausreichend, befriedigend oder sogar gut einzustufen ist, bleibt jedoch offen. Trotz der berücksichtigten Moderationsvariablen besteht das Risiko, des Guten zu viel zu tun und die Mitarbeiter in neuen Arbeitssystemen zu überfordern. Weiterhin bleiben wirtschaftliche Anforderungen an beispielsweise notwendige Stückzahlen unbeachtet. Eine untere, jedenfalls zu überschreitende Schranke wird nicht definiert. Für solche Einschätzungen hat sich die Handlungsregulationstheorie als griffiger erwiesen.
Matern (1983) bemängelt die zu undifferenzierte Verwendung des Begriffs „Arbeitszufriedenheit“ und die Divergenz zwischen den anspruchsvollen theoretischen Konstrukten und der (in ihren Augen) „schlechten Operationalisierung in den Fragen“. Nach ihrer Einschätzung ist das JDS eine „wesentliche Entwicklungsetappe psychischer Arbeitsanalyseverfahren“, jedoch für die Planung von Gestaltungsmaßnahmen „zu grob“.
Maier (2009) unterzog das Job-Characteristics-Modell mit dem JDS einer erneuten, detaillierten empirischen Untersuchung und fand auf den unteren Ebenen einige wenig signifikante Konstrukte und schlägt ein erweitertes Modell vor, das beispielsweise auch Konstrukte wie Unterforderung mit beinhaltet.